# Пам'ятник Тарасові Шевченку (Теребовля)
Пам'ятник Тарасові Шевченку в Теребовлі — пам'ятник українському поетові і мислителю Тарасові Григоровичу Шевченку в місті Теребовлі (райцентр на Тернопільщині); один з небагатьох радянських пам'ятників міста.

## Пам'ятка
Пам'ятка монументального мистецтва, охоронний номер 1002.

## Розташування та автор
Теребовлянський пам'ятник Тарасові Шевченку розташований у сквері на вулиці Шевченка біля повороту на вулицю Січових Стрільців.
Автор пам'ятника — Яків Чайка.

## Опис
Пам'ятник являє собою постать Тараса Шевченка на повен зріст. Скульптура алюмінюєвої оковки на цементній підставці встановлена на ступінчастому, фарбованому в темно-сіре бетонному прямокутному постаменті, що у свою чергу, стоїть на клумбі, доповненій сходинками. На постаменті викарбуваний напис, що є цитатою самого Шевченка з його відомого вірша (1838), присвяченого І. П. Котляревському:
Будеш, батьку, панувати,

Поки живуть люди,

Поки сонце з неба світить,

Тебе не забудуть.
Образ Шевченка, втілений атором пам'ятника у Теребовлі, в цілому відповідає канонам радянської іконографії поета — за основу взяті його портрети кінця 1840 — початку 1850-х років. Поета зображено в мить спокійного споглядання, його лівиця, зігнута в лікті, притискає ближче до серця книгу. Композиційно пам'ятник є успіхом скульптора.
Скульптура — з бетону, постамент — кам'яний. Висота пам'ятника — 5 м.

## З історії пам'ятника

На відкритті пам'ятника після перенесення на теперішнє місце (1991)

Уже на початку ХХ століття теребовлянці мали намір встановити пам'ятник Великому Кобзареві. Так, 14 червня 1914 року (на сторіччя від дня народження поета) відбулось урочисте закладення першого каменя біля церкви св. Миколая, де мав стояти монумент. Про це засвідчив кам'яний стовпець із написом: «На цьому місці буде стояти пам'ятник Т. Г. Шевченку. 1914 рік.», відкопаний під час реконструкції вулиці в 1960-х роках. Перша світова війна перешкодила здійсненню цього задуму.
Вже за СРСР, після Другої світової війни, 1954 року (на 300-ліття Переяславської ради, яке широко відзначалося на державному рівні) в Теребовлі встановили пам'ятник. Спершу він стояв у парку при центральній дорозі на постаменті від колишнього пам'ятника Бартошу. Але згодом, при спорудженні будинку держадміністрації і районної ради його перемістили в південно-східну частину скверу, закладеного на місці колишнього Великого ринку, відомого з XIX століття).
У 1991 році сквер розширений і реконструйований, відтак пам'ятник поетові перенесли на теперішнє місце.
Пам'ятник Шевченкові в Теребовлі і ділянка біля нього є традиційним місцем покладення квітів поетові, зокрема і в щорічні Шевченківські дати; відзначення різноманітних українських культурних і політичних подій.